# Anagnia subfasciata
Anagnia subfasciata är en fjärilsart som beskrevs av Moore 1886. Anagnia subfasciata ingår i släktet Anagnia och familjen nattflyn. Inga underarter finns listade i Catalogue of Life.